# The Dream Child
The Dream Child è un cortometraggio muto del 1914 diretto da Thomas Ricketts. Da un soggetto di F.A. Wall, prodotto dalla Flying A, il film, di genere drammatico, aveva come interpreti Ed Coxen, William Bertram, Winifred Greenwood, George Field.

## Produzione
Il film fu prodotto dalla American Film Manufacturing Company (come Flying A).

## Distribuzione
Distribuito dalla Mutual, il film - un cortometraggio in due bobine - uscì nelle sale cinematografiche degli Stati Uniti il 23 febbraio 1914.